# إسطنبول الظالمة (مسلسل)
إسطنبول الظالمة أو ضروب إسطنبول (بالتركية: Zalim Istanbul)‏ مسلسل تركي إنتاج عام 2019 دراما عائلي رومانسية.

## القصة
مسلسل “إسطنبول الظالمة” عن عائلتين مختلفتين تماماً، الأولى عائلة سحر الفقيرة، التي لديها ثلاث أولاد بنتان وولد كانوا يعيشوا في أنطاليا، ستجبرها الظروف لأخذ أولادها والانتقال بهم إلى إسطنبول.

## الممثلون
| الممثل             | الدور              | الحلقات |
| ------------------ | ------------------ | ------- |
| فكرت كوشكان        | آغا كاراشاي        | 1-37    |
| دينيز أوغور        | سهر يلماز          | 1-39    |
| مينا توغاي         | شنيز كاراشاي       | 1-38    |
| محمد اوزان دولوناي | جنك كاراشاي        | 1-39    |
| بيركر جوفين        | نديم كاراشاي       | 1-39    |
| سيرا كوتلوباي      | جمري يلماز كاراشاي | 1-39    |
| بهار شاهين         | جيرين يلماز        | 1-38    |
| سيماي بارلاس       | داملا كاراشاي      | 1-39    |
| إدريس نبي تاشكين   | جيفان يلماز        | 1-39    |
| أيشان سيزارال      | نرمين يلماز        | 1-39    |
| غمزة دميربيليك     | نورتان             | 1-39    |
| أوزغوز بجه         | يوسف               | 29-39   |
| سيفجان سيني        | اويا               | 16-36   |

## موعد العرض
| الموسم | الحلقات | الحلقات | الأصلي        | الأصلي        | الأصلي   |
| الموسم | الحلقات | الحلقات | الأول         | الأخير        | الشبكة   |
| ------ | ------- | ------- | ------------- | ------------- | -------- |
| 1      | 9       | 9       | 1 أبريل 2019  | 27 مايو 2019  | كانال دي |
| 2      | 30      | 30      | 9 سبتمبر 2019 | 22 يونيو 2020 | كانال دي |